# Hervé Thaurus
Hervé Thaurus, dit Chouchou, né le 26 juin 1981, est un nageur français habitant à Ozouer le Voulgis, pratiquant le hockey subaquatique, licencié au Club Subaquatique de la Marsange et du Bréon (CSMB) à Fontenay-Trésigny (Seine-et-Marne) (rattaché au Comité Île-de-France, et à la Fédération française d'études et de sports sous-marins (FFESSM)). 
Il exerce la profession de maître-nageur.
Il a appris la natation à l'âge de 13 ans, et la pratique du hockey subaquatique à celui de 19.
En 2012, il est entraîneur-joueur de l'équipe première masculine dans son club, et capitaine de l'équipe de France dont il fait partie sans discontinuer depuis 2001 (Arnaud Lagabbe, également joueur du CSMB, en est l'entraîneur-joueur en 2012, et Raphaël Ginsbourger du club du "Rennes Sports Sous-Marins" en est le vice-capitaine d'équipe).

## Palmarès

### En équipe nationale
- Champion du monde CMAS de hockey subaquatique, en 2008 (Durban, Afrique du Sud),
- Vainqueur aux Jeux mondiaux, en 2007 (délégation Nage avec palmes admise de 2005 à 2009);
- Quadruple champion d'Europe CMAS de hockey subaquatique, en 2003 (Saint-Marin), 2007 (Bari, Italie) (Jeux de la CMAS), 2009 (Kranj, Slovénie) (Jeux de la CMAS), et 2010 (Porto, Portugal) (Jeux de la CMAS);
- Double vice-champion d'Europe CMAS, en 2001 (Belgrade), et 2005 (Marseille);
- Trois fois 3e du championnat du monde CMAS, en 2002 (Calgary), 2004 (Christchurch), et 2006 (Sheffield);
- Deux fois 3e du championnat d'Europe CMAS (Jeux de la CMAS), en 2008 (Istanbul), et 2011 (Coimbra);

### En club
- Huit fois vainqueur de la Coupe d'Europe des clubs, entre 2001 (1re édition) et 2011, avec le club de Fontenay-Trésigny (CSMB);
- Vainqueur du Tournoi international de Breda, en 2007 (CSMB);
- Vainqueur du Tournoi international de Crystal Palace (CSMB);
- Quintuple champion de France, en 2002, 2004, 2008,  2011, et 2012 (CSMB);
- Sextuple vice-champion de France, en 2001, 2003, 2005, 2008, 2009, et 2010 (CSMB);
- 3e du championnat de France, en 2000 (CSMB).